# الجزر البريطانية

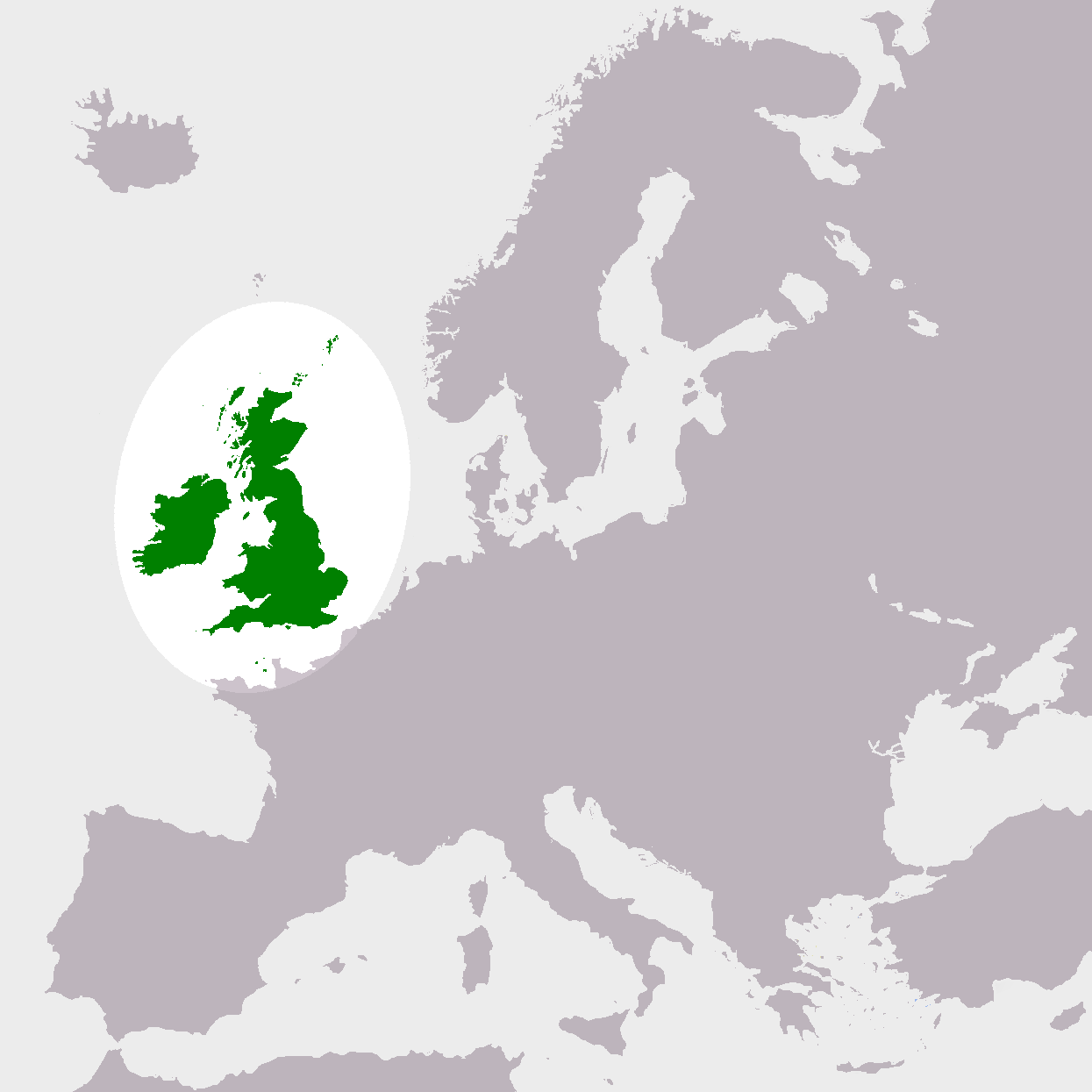

الجزر البريطانية (بالإنجليزية: British Isles)‏ هي مجموعة من الجزر الواقعة قبالة الساحل الشمالي الغربي من قارة أوروبا، تتشكل أساسا من جزيرة بريطانيا العظمى وجزيرة أيرلندا وجزيرة مان (بالإنجليزية: Isle of Man)‏ وجزر الهيبرايدز (بالإنجليزية: Hebrides)‏ بالإضافة إلى أكثر من ستة آلاف جزيرة صغيرة بمساحة اجمالية تصل إلى 315,159 كيلومتر مربع.
تنقسم السيادة السياسية على الأرخبيل منذ سنة 1922م بين دولتين هما المملكة المتحدة المُشَكَّلَة من بريطانيا العظمى وأيرلندا الشمالية وبين جمهورية أيرلندا. كما تشمل الجزر البريطانية أيضا جزر تتبع للتاج البريطاني وهي جزيرة آلدرني وجزيرة جيرزي وجزيرة غيرنزي وجزيرة سارك على الرغم من أن الأخيرة ليست فعليا جزء من الأرخبيل.